# 中島茂喜

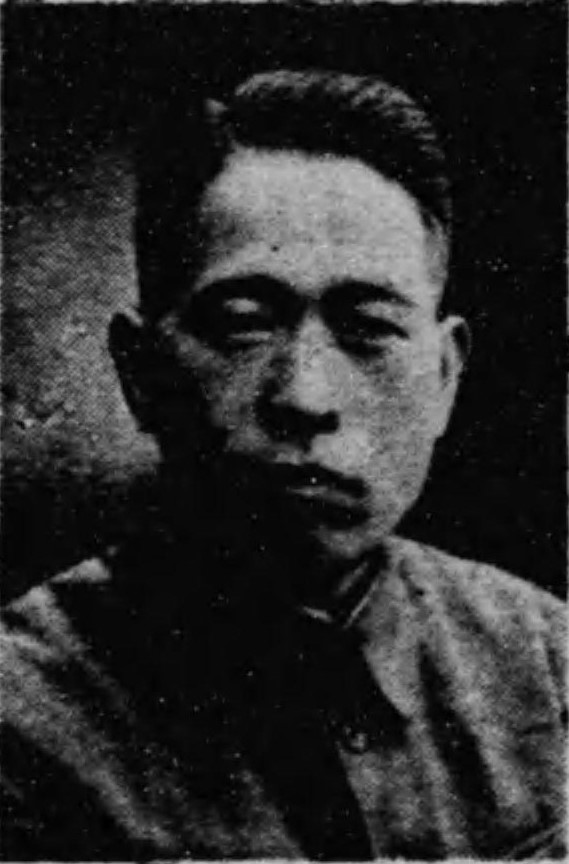
中島茂喜

中島 茂喜（なかしま しげき、1909年（明治42年）2月11日 - 1973年（昭和48年）11月26日）は、日本の政治家。自由民主党所属の元衆議院議員（10期）。

## 略歴
福岡県生まれ。1933年（昭和8年）東京農業大学農学部卒業。福岡県会議員、朝倉郡金川村（後の甘木市、現在の朝倉市）長などを経て、1946年（昭和21年）衆議院議員に初当選。以来当選10回。国会内では裁判官訴追委員会委員長、衆議院国土計画委員長、同内閣委員長などを歴任し、第1次岸改造内閣で自治政務次官に就任した。自由民主党内では地方行政部会長、財務委員長、代議士会長などを務めた。1972年（昭和47年）の総選挙で落選。翌1973年（昭和48年）に死去した。

## 国政選挙歴
- 1946年（昭和21年）- 第22回衆議院議員総選挙福岡1区当選[4]。
- 1947年（昭和22年）- 第23回衆議院議員総選挙福岡1区当選。（民主党）[5]
- 1949年（昭和24年）- 第24回衆議院議員総選挙福岡1区当選。（民主党）[5][注釈 1]
- 1952年（昭和27年）- 第25回衆議院議員総選挙福岡1区当選。（改進党）[5]
- 1953年（昭和28年）- 第26回衆議院議員総選挙福岡1区当選。（改進党）[5]
- 1955年（昭和30年）- 第27回衆議院議員総選挙福岡1区落選。（新党同志会）[5]
- 1956年（昭和31年）- 衆議院議員補欠選挙福岡1区当選。（自由民主党）[5]
- 1958年（昭和33年）- 第28回衆議院議員総選挙福岡1区当選。（自由民主党）[5]
- 1960年（昭和35年）- 第29回衆議院議員総選挙福岡1区当選。（自由民主党）[5]
- 1963年（昭和38年）- 第30回衆議院議員総選挙福岡1区当選。（自由民主党）[5]
- 1967年（昭和42年）- 第31回衆議院議員総選挙福岡1区落選。（自由民主党）[5]
- 1969年（昭和44年）- 第32回衆議院議員総選挙福岡1区当選。（自由民主党）[5]
- 1972年（昭和47年）- 第33回衆議院議員総選挙福岡1区落選。（自由民主党）[5]